# Transpondeur radar
Pour les articles homonymes, voir transpondeur (homonymie).
Un transpondeur radar est un appareil électronique qui, recevant un signal d'un radar, émet en réponse un signal sur la même gamme d'ondes.

## Applications
- Aéronautique (par exemple l'IFF)
- Maritime (par exemple le Racon)